# Мята
Мя́та (лат. Méntha) — род растений семейства Яснотковые (Lamiaceae). Все виды содержат в зелёных частях от 0,1 до 2 % мятного масла, основную часть которого составляет ментол (40—70 до 92 %).
Растения рода мята существенно различаются по химическому составу образуемых при метаболизме душистых веществ, что проявляется в различиях запаха, обусловленных разным составом эфирных масел.

## Название
Название рода происходит от имени нимфы Минфы (или Минты), богини реки Кокитос, по имени которой также названы горы Минти в Трифилии в южной Элиде, возлюбленной бога подземного царства Аида. Супруга Аида Персефона превратила её в растение — душистую мяту.

## Ботаническое описание
Ароматные многолетние, реже однолетние травы с прямыми или восходящими, простыми и ветвистыми стеблями. Виды рода полиморфны, различаясь формой листьев, опушением, характером соцветий, величиной и соотношением длины чашечки и венчика.
Листья супротивные на черешках, почти или полностью сидячие, край зубчатый, пильчатый или городчатый, верхушка листа заострённая, основание — сердцевидное или клиновидное. Прицветные листья похожи на стеблевые.
Основными родовыми признаками являются расположение и строение цветков, которое является наиболее простым из всех видов семейства Яснотковые. Цветки собраны в многоцветковые пазушные ложные мутовки, обращённые в разные стороны, либо в головчатые или колосовидные соцветия. В тенистых местах ложные мутовки раздвинуты и с меньшим количеством цветков. Цветки обоеполые или однополые (мужские с недоразвитой завязью, женские с недоразвитыми тычинками), однодомные или двудомные, часто разнополые цветки расположены на различных уровнях соцветия.
Чашечка колокольчатая или трубчатая, почти правильная или двугубая. Венчик воронковидный, обычно правильный или почти правильный, с четырьмя лопастями, открытым голым или волосистым зевом. Лопасти венчика цельные или немного выемчатые, верхняя лопасть чаще несколько шире остальных.
Тычинки расходящиеся, 4 штуки, часто существенно длиннее венчика, либо равны ему по длине. Столбик пестика с двумя нитевидными лопастями рыльца.
Плоды — яйцевидные орешки, сухие, гладкие или слегка шероховатые.

## Распространение и экология
Представители рода встречаются преимущественно в районах умеренного климата Старого и Нового Света, где обычно широко распространены. По одному виду мяты отмечались в южной Африке, Южной Америке и на Малайском архипелаге.
Растения предпочитают местообитания с сырыми увлажнёнными почвами долин, ущелий, окраин болот, водоёмов. Реже встречаются на суходольных лугах и как сорное на залежах и по межам.

## Значение и применение
Растения рода Мята широко используются: в приготовлении пищевых продуктов, в косметике — мята японская (Mentha japonica) и мята перечная (Mentha piperita); в фитотерапии и ароматерапии — мята перечная, мята водная (Mentha aquatica), мята болотная (Mentha pulegium); в фармакологии — преимущественно мята перечная.

### Применение в кулинарии
В ближневосточной кухне мята используется в блюдах из баранины, в то время как в британской кухне и американской кухне используются мятный соус и мятное желе соответственно. Мята (пудина) — один из основных продуктов индийской кухни, используемый для ароматизации карри и других блюд.
Мята — необходимый ингредиент чая Туарег, популярного в северных африканских и арабских странах. В алкогольных напитках иногда используется мята для аромата или украшения, например мятный джулеп и мохито. Crème de menthe — это ликёр со вкусом мяты, который используется в таких напитках, как кузнечик или слоистых коктейлях.
Эфирное масло мяты и ментол широко используются в качестве ароматизаторов в освежителях дыхания, напитках, антисептических полосканиях для рта, зубной пасте, жевательной резинке, десертах и конфетах, таких как мята (конфеты) и мятный шоколад. Вещества, придающие мяте характерный аромат и вкус, — это ментол (основной аромат мяты перечной и японской мяты) и пулегон (у пеннирояля и корсиканской мяты). Соединением, в первую очередь, отвечающим за аромат и вкус мяты кудрявой (англ. spearmint) является L — карвон.

### Применение в народной медицине
В Древней Греции втирали мяту на свои руки, полагая, что это сделает их сильнее. Изначально мята использовалась, как лекарственное растение для лечения боли в животе и груди. Известно несколько вариантов применений в традиционной медицине разных стран.
Известная в греческой мифологии, как трава гостеприимства одним из первых известных применений мяты в Европе было её дезодорирование помещений. Трава была разбросана по полу, чтобы скрыть запах земляного пола. Когда гость наступал на мяту, это способствовало распространению её запаха по комнате. Сегодня его чаще используют для ароматерапии с использованием эфирных масел.

### Применение в сельском хозяйстве
Мяты считаются хорошими медоносами, хотя и дают небольшой сбор нектара. Мятный мед прозрачный, янтарный, с выраженным мятным ароматом и приятным освежающим вкусом.
Масло мяты также используется в качестве экологически чистого инсектицида из-за его способности убивать некоторых распространённых вредителей, таких как осы, шершни, муравьи и тараканы.

### Культивирование
Растение хорошо растёт возле бассейнов с водой, озёр, рек и прохладных влажных мест в полутени. Мята растёт круглый год и хорошо переносит широкий спектр условий, а также может выращиваться на открытом солнце.
Мята быстро растёт, расширяя свой охват по поверхности за счёт сети корневищ. Из-за их быстрого роста одно растение мяты вместе с небольшим уходом обеспечит более чем достаточно мяты для домашнего использования. Некоторые виды мяты более агрессивны, чем другие. Даже с менее инвазивными разновидностями мяты следует проявлять осторожность при смешивании любого из них с другими растениями, чтобы мята не взяла верх. Чтобы контролировать мяту на открытом воздухе, их следует сажать в глубокие бездонные контейнеры, погружённые в землю, или высаживать над землёй в кадках и бочках.
Некоторые виды мяты можно размножать семенами, но рост из семян может быть ненадёжным методом выращивания мяты по двум причинам: семена мяты сильно изменчивы — в конечном итоге можно получить растение с изменённым фенотипом ― и некоторые гибридные сорта мяты стерильны. Эффективнее корневища здоровых растений.
Наиболее распространёнными и популярными для коммерческого выращивания являются Мята перечная (лат. Mentha piperita), Мята колосистая (лат. Mentha spicata), Mentha gracilis и Мята полевая (лат. Mentha arvensis), также (совсем недавно) Мята душистая (лат. Mentha suaveolens)
Сбор листьев мяты можно производить в любое время. Свежие листья следует использовать немедленно или хранить до нескольких дней в полиэтиленовых пакетах в холодильнике. По желанию, листья можно заморозить в лотках для кубиков льда. Сушёные листья мяты следует хранить в герметичном контейнере в прохладном, тёмном и сухом месте.

## Классификация

### Таксономия
Mentha L., 1753, Sp. Pl. : 576
Род Мята относится к семейству Яснотковые (Lamiaceae) порядка Ясноткоцветные (Lamiales). Таксономическая схема в соответствии с Системой APG IV по состоянию на декабрь 2023 года:
|  |                                      |  |                                   |                                   |                      |  | ещё 23 семейства |               |               |                                                                |
|  |                                      |  |                                   |                                   |                      |  |                  |               |               | 43 подтверждённых вида и 319 таксонов, ожидающих подтверждения |
|  |                                      |  |                                   | порядок Ясноткоцветные            |                      |  |                  |               | род Мята      |                                                                |
|  |                                      |  |                                   | порядок Ясноткоцветные            |                      |  |                  |               | род Мята      |                                                                |
|  | отдел Цветковые, или Покрытосеменные |  |                                   |                                   | семейство Яснотковые |  |                  |               |               |                                                                |
|  | отдел Цветковые, или Покрытосеменные |  |                                   |                                   |                      |  |                  |               |               |                                                                |
|  |                                      |  | ещё 63 порядка цветковых растений | ещё 63 порядка цветковых растений |                      |  |                  | ещё 268 родов | ещё 268 родов |                                                                |
|  |                                      |  |                                   | ещё 63 порядка цветковых растений |                      |  |                  |               | ещё 268 родов |                                                                |

### Виды
- Mentha alaica Boriss.
- Mentha aquatica L. — Мята водная
- Mentha arvensis L. — Мята полевая, или Мята луговая
- Mentha atrolilacina B.J.Conn & D.J.Duval
- Mentha australis R.Br. — Мята австралийская
- Mentha canadensis L. — Мята канадская
- Mentha carinthiaca Host
- Mentha cervina L.
- Mentha cunninghamii Benth.
- Mentha dahurica Fisch. ex Benth. — Мята даурская
- Mentha darvasica Boriss.
- Mentha diemenica Spreng.
- Mentha dumetorum Schult.
- Mentha gattefossei Maire
- Mentha grandiflora Benth.
- Mentha japonica (Miq.) Makino — Мята японская
- Mentha laxiflora Benth.
- Mentha locyana Borbás
- Mentha longifolia (L.) L.
- Mentha longifolia (L.) Huds. — Мята длиннолистная
- Mentha micrantha (Benth.) Des.-Shost. — Мята мелкоцветковая
- Mentha pamiroalaica Boriss.
- Mentha pulegium L. — Мята болотная, или Мята блошница
- Mentha pyramidalis Ten.
- Mentha requienii Benth.
- Mentha royleana Wall.
- Mentha saturejoides R.Br.
- Mentha spicata L. typus[1] — Мята колосистая
- Mentha suaveolens Ehrh. — Мята душистая, или Мята круглолистная
- Mentha verticillata L.
- Mentha villoso-nervata Opiz
- Mentha wirtgeniana F.W.Schultz
- Mentha × dalmatica Tausch — Межвидовой гибрид мяты полевой и мяты длиннолистной
- Mentha × dumetorum Schult. — Межвидовой гибрид мяты водной и мяты длиннолистной
- Mentha × gayeri Trautm.
- Mentha × gentilis L.
- Mentha × kuemmerlei Trautm.
- Mentha × maximilianea F.W.Schultz — Межвидовой гибрид мяты водной и мяты душистой
- Mentha × piperita L. — Мята перечная, межвидовой гибрид мяты водной и мяты колосистой
- Mentha × rotundifolia (L.) Huds. — Мята яблочная, межвидовой гибрид мяты длиннолистной и мяты душистой
- Mentha × suavis Guss.
- Mentha × verticillata L. — Межвидовой гибрид мяты полевой и мяты водной
- Mentha × villosa Huds. — Межвидовой гибрид мяты колосистой и мяты душистой

- Мята перечная
- Мятное растение
- Мята перечная — гибрид, известный как «шоколадная мята»
- Мята gracilis и мята rotundifolia: стальное кольцо служит для контроля распространения растения.
- Пример листьев мяты

## В астрономии
В честь мяты назван астероид (1078) Мента, открытый в 1926 году немецким астрономом Карлом Райнмутом в Гейдельбергской обсерватории